# Bužim
Bužim ist ein Ort und die zugehörige Verbandsgemeinde im Nordwesten von Bosnien und Herzegowina. Es gehört zum Kanton Una-Sana der Föderation Bosnien und Herzegowina. Die Gemeinde ging am 20. Februar 1995 aus dem Nordteil der Gemeinde Bosanska Krupa hervor.

## Geografie

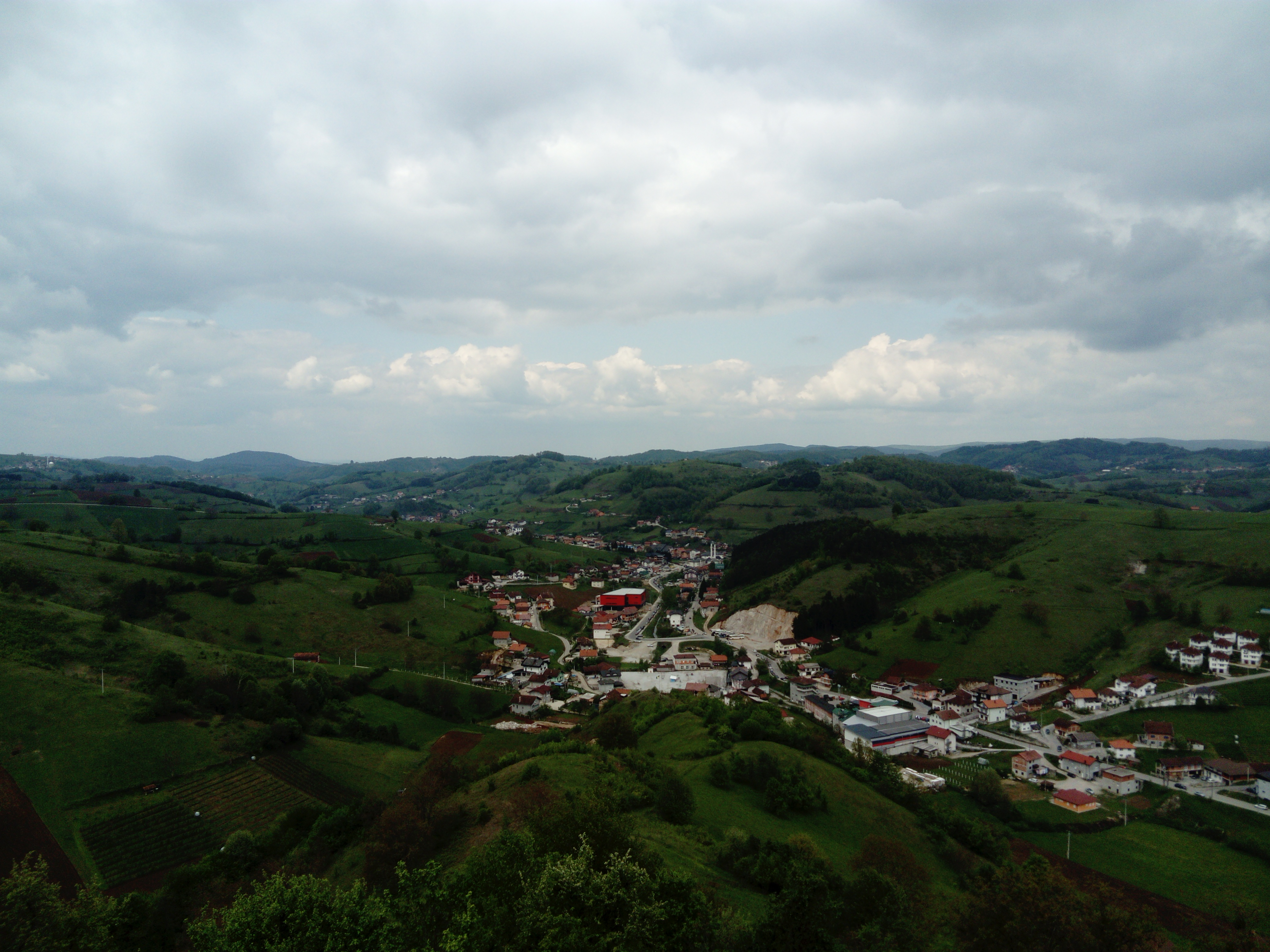
Blick über den Ort

Die Gemeinde Bužim befindet sich im Tal des Flüsschens Bužimnica in der historischen Region der Bosanska krajina. Das Gelände ist geprägt von bewaldeten Mittelgebirgen, die sich bis auf 630 m Höhe erheben (Berg Radoc). Die Kantonshauptstadt Bihać ist etwa 30 km entfernt.
Das Gemeindegebiet wird begrenzt von Velika Kladuša im Norden, Kroatien im Osten, Bosanska Krupa im Südosten und Cazin im Südwesten. Die Gemeinde ist der Fläche nach die kleinste im Kanton.

## Bevölkerung
Zur Volkszählung 1991 hatte die heutige Gemeinde 16.940 Einwohner. Davon bezeichneten sich 16.680 als Bosniaken (98,47 %).
In Bužim selbst lebten damals 5490 Menschen. Auch hier stellten die Bosniaken mit 5409 Bewohnern (98,52 %) die absolute Mehrheit. Nennenswerte andere Bevölkerungsgruppen gab es in keiner der 6 Lokalgemeinschaften.
Im Bosnienkrieg hat sich die Bevölkerungsstruktur kaum verändert.
Durch die Zwillingsgeburt seiner Frau Emira während des Bosnienkrieges, fiel dem Journalisten Nedzib Vucelj die häufige Anzahl an Zwillingsgeburten auf. Die Nachforschungen des Journalisten ergaben, dass in der Stadt mit 20.000 Einwohnern zwischen 1992 und 1995 mindestens 21 Zwillingspaare zur Welt kamen. Durch eine eigens erstellte Facebook-Seite gelang es ihm, 200 weitere Zwillingspaare ausfindig zu machen, die Bužim während des Krieges verlassen hatten.
Von einer Ernennung zur "Stadt der Zwillinge" und einem jährlichen Zwillings-Treffen erhofft sich die Stadt touristischen Aufschwung.

## Geschichte
Der Ort wird von der Ruine der mittelalterlichen kroatischen Festung sowie der Altstadt überragt. Der ältere, innere Teil wurde spätestens in der ersten Hälfte des 14. Jahrhunderts erbaut und 1334 zusammen mit dem Ort erstmals erwähnt. Die Festung wurde 1484 erweitert und später mehrmals erneuert. Sie spielte eine wichtige Rolle im Verteidigungssystem der kroatischen Grenzregion gegen den osmanischen Angriffe und war zwischenzeitlich Stammsitz der kroatischen Adelsfamilie Jelačić, deren bekanntester Vertreter – Joseph Jelačić von Bužim – in Kroatien als Nationalheld gilt. Die Osmanen eroberten sie im Jahr 1576.
Im Bosnienkrieg war Bužim kaum von Kämpfen betroffen. Lediglich die östlich gelegenen Dörfer Čava und Radac wurden in den Kämpfen um Bosanska Krupa beschädigt.

## Wirtschaft
Das Gemeindegebiet ist von Wäldern und Mittelgebirgslandschaften geprägt. Nur wenige Flächen in den Tälern sind landwirtschaftlich nutzbar. Vor dem Krieg war der Manganabbau der wichtigste Arbeitgeber in der Gemeinde Bužim. Er wurde jedoch eingestellt.
Heute lebt die Stadt hauptsächlich von der Himbeer- und Maronenernte.

### Verkehr
Bužim befindet sich an der Regionalstraße 401-A von Bosanska Krupa nach Velika Kladuša, die durch das Tal der Bužimnica verläuft. Eine Eisenbahnverbindung besteht nicht.

## Galerie

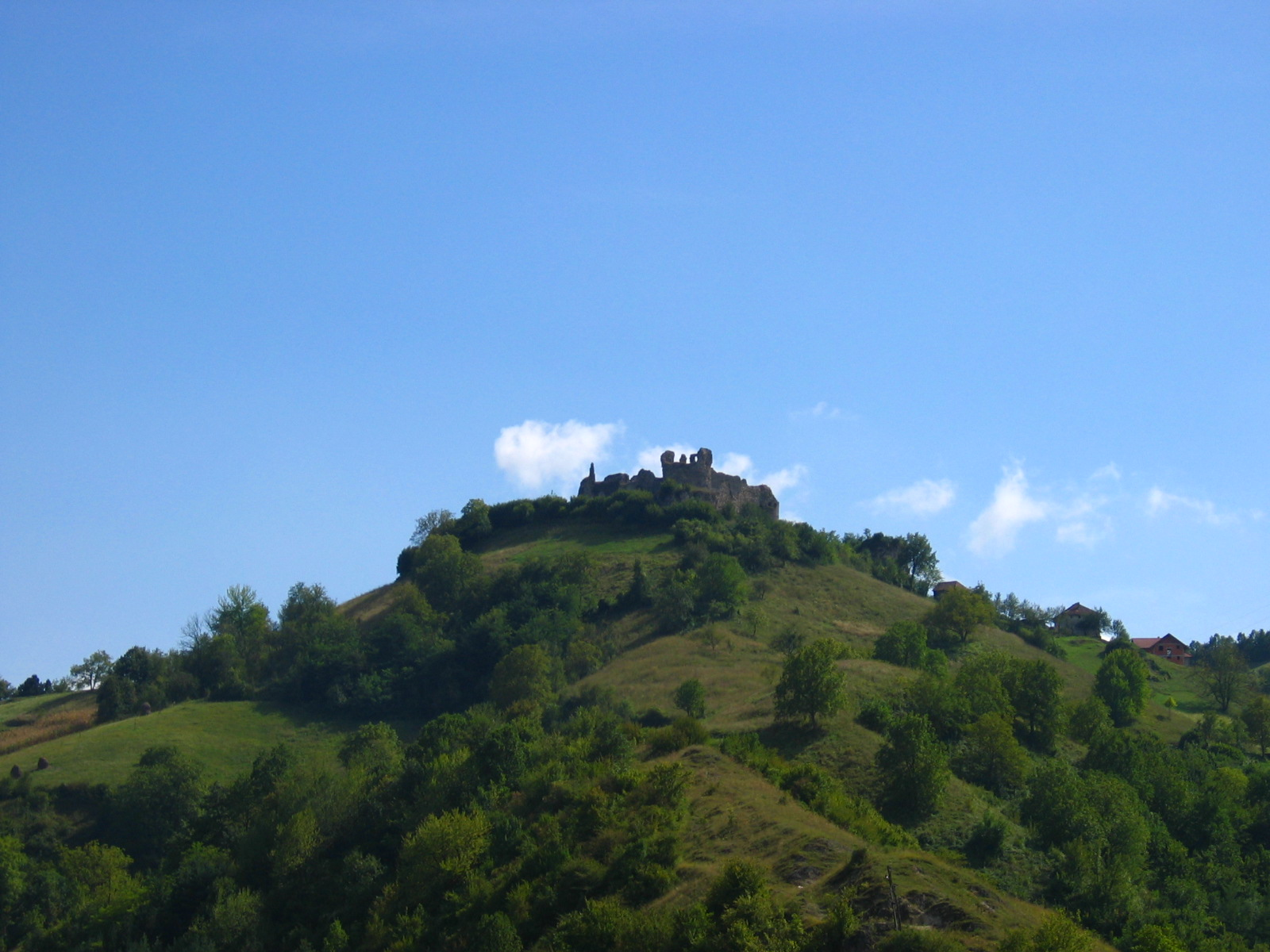
Burg von der Ortschaft aus gesehen
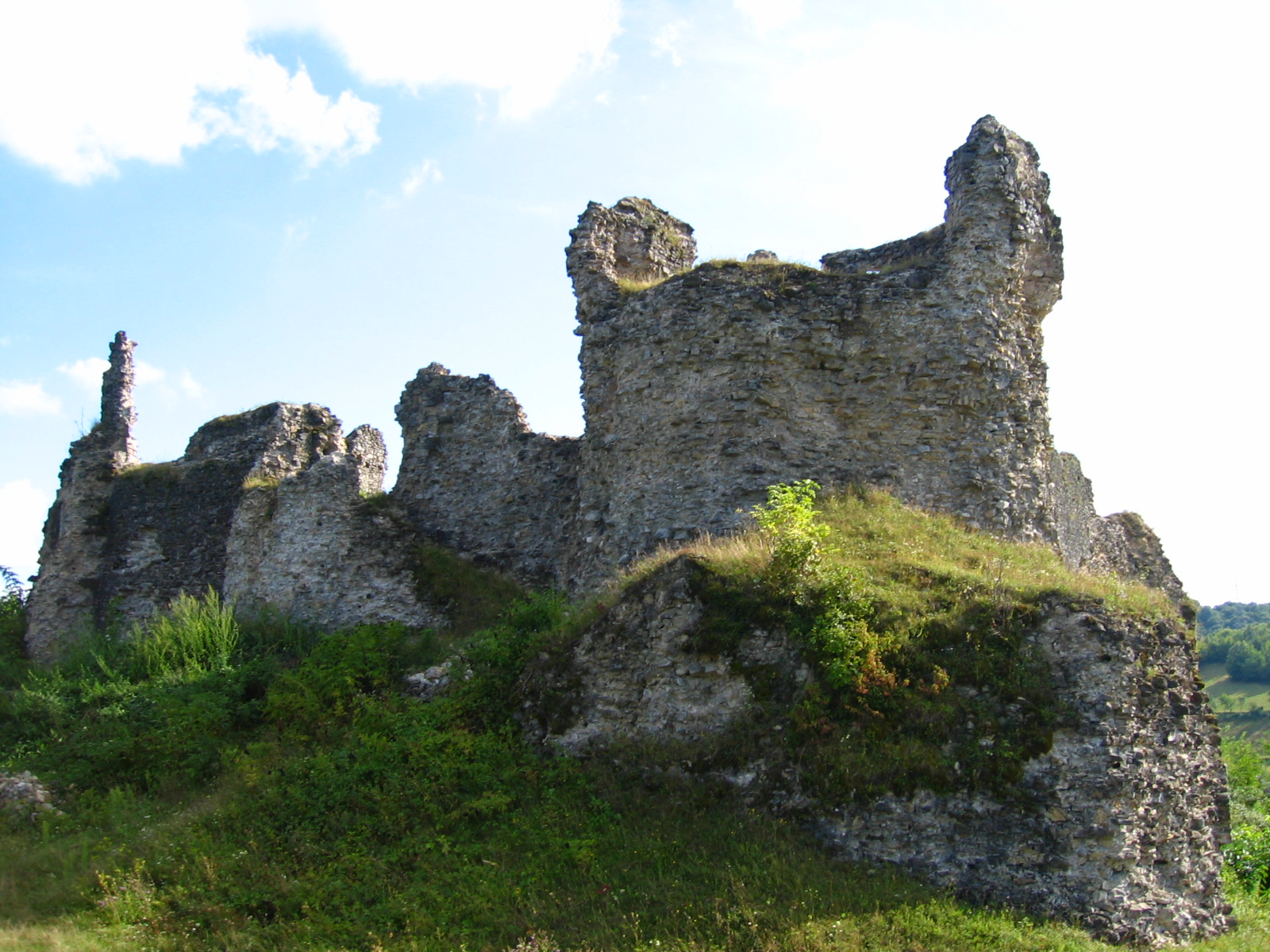
Burg von Bužim